# Байкеры 3
«Байкеры 3» (хинди धूम 3, Dhoom 3, досл.: «Шум 3») — индийский фильм режиссёра Виджая Кришны Ачарии, вышедший в 2013 году. Третий фильм трилогии Dhoom, первый фильм «Байкеры» и второй «Байкеры 2: Настоящие чувства» вышли в 2004 и 2006 годах соответственно.
Один из самых дорогих фильмов вышел в прокат 30 декабря 2013 года, став первым индийским фильмом выпущенным в формате IMAX. Картина побила несколько рекордов по кассовым сборам и возглавила список самых кассовых фильмов Болливуда, оставив позади предыдущего рекордсмена «Ченнайский экспресс» (2013). Фильм также занял 77-е место по кассовым сборам среди всех фильмов мира.

## Сюжет
После того, как банк (Западный Банк Чикаго) решил закрыть его цирк из-за долгов, отец Сахира покончил с собой. Став взрослым, Сахир решил отомстить, ограбив все отделения того банка. Чтобы его поймать, полиция Чикаго пригласила индийского полицейского Джая Диксита и его партнёра Али.
Джай пытается выманить вора, дав объявление в новостях. После этого Сахир приходит к нему, говорит, что был знаком с тем вором, и предлагает свою помощь. Будучи всегда рядом с Джаем, Сахиру удается собрать всю информацию об охранной системе следующего банка и составить план его ограбления.
Одновременно с этим Сахир собирается восстановить цирк своего отца и набирает труппу. В качестве главной звезды он берет танцовщицу Алию. Премьерное выступление и ограбление банка назначаются на один день. Забрав деньги, грабитель уходит от преследования полиции, но Джаю удается ранить того в плечо. Он приходит в цирк Сахира, которого подозревал всё это время, после представления и предъявляет обвинение. Но у Джая не имеется сведений о личности преступника, кроме того факта, что тот был ранен в плечо. А у Сахира нет даже шрама на том месте…

## В ролях
- Аамир Хан — Сахир и Самар Ханы
- Катрина Каиф — Алия
- Абхишек Баччан — Джай Диксит
- Удай Чопра — Али Акбар
- Джеки Шрофф — Икбал Хан, отец Сахира и Самара
- Табретт Бетелл — Виктория Вильямс, полицейский из Чикаго
- Эндрю Бикнелл — Мистер Андерсон, банкир
- Сиддхарт Нигам — юные Сахир и Самар

## Производство
Ещё до основных съемок, фильм пользовался широким освещением в СМИ из-за огромных кассовых успехов предыдущих частей («Байкеры» и «Байкеры 2: Настоящие чувства») и, тем самым, вызывая предвкушение у аудитории и средств массовой информации. 2 января 2011 года продюсер предыдущих фильмов серии, Адитья Чопра подтвердил, что съемки третьей части начнутся в конце 2011 года. Изначально, производители и ведущий актёр Аамир Хан хотели выпустить фильм на Рождество 2012 года. Но план был пересмотрен в пользу релиза в 2013 году, чтобы не форсировать график постпродакшна и тщательно проработать технические детали и спецэффекты.
Как сообщается, Чопра хотел сделать фильм в 3D, увидев успехи предыдущих фильмов, выпущенных в том же формате. Тем не менее, актёр Аамир Хан выразил мнение, что 3D-технологии требуют опыта, и не был уверен в результатах их использования режиссёром.
В то время как роли полицейского и его помощника вновь исполнили Абхишек Баччан и Удай Чопра, в качестве их антагониста и главного героя был приглашен Аамир Хан. В качестве главной героини в паре с Ханом снялась Катрина Каиф. Для съемок Хан изучал балет, воздушную акробатику, дайвинг и французские техники паркура, Каиф брала уроки парапланеризма и пения. Рими Сен, сыгравшая жену ACP Джая Диксита в предыдущих двух фильмах, не была приглашена играть в третьей. Тем не менее, она заявила, что не взялась бы за эту роль, даже если бы ей предложили.
В отличие от первых двух частей, снятых Санджем Гандхви, в качестве режиссёра третьей выступил Виджай Кришна Ачария, написавший сценарии для всех трех фильмов. Для постановки трюков был приглашен Оливер Келлер.

## Саундтрек
| №                   | Название                                      | Исполнители                    | Длительность |
| ------------------- | --------------------------------------------- | ------------------------------ | ------------ |
| 1.                  | «Malang»                                      | Сиддхартх Махадеван, Шилпа Рао | 4:33         |
| 2.                  | «Kamli»                                       | Сунидхи Чаухан                 | 3:54         |
| 3.                  | «Tu Hi Junoon»                                | Мохит Чаухан                   | 5:02         |
| 4.                  | «Dhoom Machale Dhoom»                         | Адити Сингх Шарма              | 3:55         |
| 5.                  | «Bande Hain Hum Uske»                         | Шивам Махадеван, Аниш Шарма    | 3:04         |
| 6.                  | «Dhoom Tap»                                   | Instrumental                   | 2:46         |
| 7.                  | «Dhoom : 3 Overture» (Музыка: Джулиус Пакиам) | Instrumental                   | 4:09         |
| 8.                  | «Dhoom Machale Dhoom» (Arabic)                | Ная                            | 3:47         |
| 9.                  | «Dhoom Machale Dhoom» (Spanish)               | Мия Монт                       | 3:47         |
| Общая длительность: | Общая длительность:                           | Общая длительность:            | 27:24        |

## Критика
Таран Адарш из Bollywood Hungama дал фильму 4.5 звезды из 5 и сказал «В целом, „Байкеры 3“ является одним сплошным развлечением, наполненным звездной силой, которая заставит поклонников серии пускать слюни ещё больше».

## Награды
Filmfare Awards
- Лучшие визуальные эффекты — Тата Элкси[17]

Zee Cine Awards
- Лучшая постановка боевых сцен — Шам Каушал, Конрад Палмисано[18]

ETC Bollywood Business
- Самый прибыльный актёр — Аамир Хан
- Актёр с наибольшими сборами — Аамир Хан
- Наибольшие сборы за один день — «Байкеры 3»
- Самый популярный трейлер — «Байкеры 3»
- Баннер с наибольшими сборами — Yash Raj Films

Star Box Office India Awards
- Фильм года — «Байкеры 3»
- Актёр года — Аамир Хан
- Магнат Индийского Бокс-офиса — Виджай Кришна Ачария